# Kappa2 Ceti
Kappa2 Ceti (κ2 Cet / 97 Ceti / HD 20791 / HR 1007) es una estrella en la constelación de Cetus de magnitud aparente +5,69. Comparte denominación de Bayer «Kappa» con Kappa1 Ceti, pero no existe relación física entre las dos estrellas.
Kappa2 Ceti está a 290 años luz del sistema solar.
Kappa2 Ceti es una gigante amarilla de tipo espectral G8.5III cuya temperatura superficial es de aproximadamente 4980 K.
Brilla con una luminosidad 44 veces superior a la luminosidad solar.
La medida de su diámetro angular en banda K —0,89 ± 0,01 milisegundos de arco— permite evaluar su diámetro, que resulta ser 8,5 veces más grande que el del Sol, más bien pequeño para una estrella de sus características.
Se la puede considerar una versión menor de otras conocidas gigantes amarillas como Vindemiatrix (ε Virginis) o Capella A (α Aurigae), ya que su luminosidad es poco más de la mitad de la de estas.
Tiene una masa de 2,4 masas solares y su edad se estima entre 650 y 950 millones de años.
Kappa2 Ceti muestra una metalicidad más alta que la del Sol, siendo su abundancia relativa de hierro un 28 % mayor que la de éste ([Fe/H] = +0,11).
Los niveles de elementos como calcio y níquel están en la misma línea y sólo el lantano presenta cierto empobrecimiento respecto al nivel solar.